# Amplinus constrictus
Amplinus constrictus är en mångfotingart som beskrevs av Chamberlin 1953. Amplinus constrictus ingår i släktet Amplinus och familjen Aphelidesmidae. Inga underarter finns listade i Catalogue of Life.